# Daniel Andreas San Diego
 (mai 2023).
La mise en forme du texte ne suit pas les recommandations de Wikipédia : il faut le « wikifier ».
Les points d'amélioration suivants sont les cas les plus fréquents. Le détail des points à revoir est peut-être précisé sur la page de discussion.
- Les titres sont pré-formatés par le logiciel. Ils ne sont ni en capitales, ni en gras.
- Le texte ne doit pas être écrit en capitales (les noms de famille non plus), ni en gras, ni en italique, ni en « petit »…
- Le gras n'est utilisé que pour surligner le titre de l'article dans l'introduction, une seule fois.
- L'italique est rarement utilisé : mots en langue étrangère, titres d'œuvres, noms de bateaux, etc.
- Les citations ne sont pas en italique mais en corps de texte normal. Elles sont entourées par des guillemets français : « et ».
- Les listes à puces sont à éviter, des paragraphes rédigés étant largement préférés. Les tableaux sont à réserver à la présentation de données structurées (résultats, etc.).
- Les appels de note de bas de page (petits chiffres en exposant, introduits par l'outil «  Source ») sont à placer entre la fin de phrase et le point final[comme ça].
- Les liens internes (vers d'autres articles de Wikipédia) sont à choisir avec parcimonie. Créez des liens vers des articles approfondissant le sujet. Les termes génériques sans rapport avec le sujet sont à éviter, ainsi que les répétitions de liens vers un même terme.
- Les liens externes sont à placer uniquement dans une section « Liens externes », à la fin de l'article. Ces liens sont à choisir avec parcimonie suivant les règles définies. Si un lien sert de source à l'article, son insertion dans le texte est à faire par les notes de bas de page.
- La présentation des références doit suivre les conventions bibliographiques. Il est recommandé d'utiliser les modèles {{Ouvrage}}, {{Chapitre}}, {{Article}}, {{Lien web}} et/ou {{Bibliographie}}. Le mode d'édition visuel peut mettre en forme automatiquement les références.
- Insérer une infobox (cadre d'informations à droite) n'est pas obligatoire pour parachever la mise en page.

Pour une aide détaillée, merci de consulter Aide:Wikification.
Si vous pensez que ces points ont été résolus, vous pouvez retirer ce bandeau et améliorer la mise en forme d'un autre article.
Daniel Andreas San Diego, né le 9 février 1978, est un suspect de terrorisme intérieur américain qui figure sur la liste des terroristes les plus recherchés du FBI. C'est un écologiste végétalien, (en)straight edge et militant de la cause animale qui est suspecté avoir des liens avec une cellule de la Brigade de libération des animaux responsable de deux attentats à la bombe en 2003. Le FBI suspecte également qu'Andreas San Diego a des liens avec Stop Huntingdon Animal Cruelty,,.

## Attentats et suspicions
Le 28 août 2003, deux bombes artisanales sophistiquées explosent à environ une heure d'intervalle, à la Chiron Corporation à Emeryville, en Californie, causant des dégâts matériels mais aucun blessé,. Le FBI pense que la deuxième bombe est programmée pour cibler les premiers intervenants arrivés sur place. Une autre bombe, enveloppée de clous pour produire des éclats, explose le 26 septembre 2003 à la Shaklee Corporation à Pleasanton, en Californie, causant à nouveau des dégâts matériels mais aucune victime. Les bombes utilisent des explosifs au nitrate d'ammonium et des minuteries mécaniques.
Un groupe appelé Revolutionary Cells - Animal Liberation Brigade revendique les attaques via un communiqué électronique après chaque bombardement. Le texte dit notamment ceci: “Nous avons donné à tous les clients la chance, le choix, d’arrêter de travailler avec HLS. Vous allez maintenant récolter ce que vous avez semé. Tous les clients et leurs familles sont considérés comme des cibles légitimes... Vous ne saurez jamais quand votre maison, ou même votre voiture, peut faire boum... Ou peut-être que ce sera un tir dans le noir... (...) Les tueries ne seront plus seulement le fait des oppresseurs. Désormais, les opprimés contre-attaquent.” Les agents du FBI admettent qu'ils ne peuvent pas prouver les liens que San Diego aurait avec les communiqués par e-mails, mais pensent qu'il a des liens avec le groupe qui les a envoyés,. Le FBI déclare que San Diego est soupçonné d'avoir perpétré l'attentat. Les cibles des bombardements sont choisies parce qu'elles sont toutes deux clientes de Huntingdon Life Sciences, une entreprise spécialisée dans les expérimentations et les essais sur animaux.

## Disparition
Le FBI surveille San Diego 24 heures sur 24 depuis 2003. Il se rend compte de cette surveillance et le 6 octobre 2003, il gare sa voiture dans le centre-ville de San Francisco, en Californie, s'en éloigne et dès lors ne réapparaît plus jusqu'à ce jour.

## Inculpation et avis de recherche
Daniel Andreas San Diego est inculpé en 2004. Il est le premier suspect de terrorisme domestique et le premier militant des droits des animaux à être ajouté à la liste des terroristes les plus recherchés du FBI comme écoterroriste, et une prime de 250 000 $ est promise pour sa capture. En 2014, dans le cadre de la National Digital Billboard Initiative du FBI, San Diego doit figurer sur des panneaux d'affichage électroniques dans toute la Californie, le Massachusetts, l'Oregon, le Nevada et la Floride, ainsi que le long de la frontière canado-américaine à New York et dans l'État de Washington. Début 2014, le FBI annonce qu'il dispose de "renseignements crédibles" selon lesquels San Diego pourrait se trouver sur la grande île d'Hawaï.
En février 2022, une récompense de $250,000 récompense toute informations pouvant conduire à son arrestation.

## Arrestation
Le 25 novembre 2024, Daniel Andreas San Diego a été arrêté à Maenan, un village du nord du pays de Galles, mettant fin à une cavale de plus de 21 ans. Il vivait sous une fausse identité, "Danny Webb", et avait acheté une maison du nom de Llidiart Y Coed en août 2023. Cet achat immobilier aurait permis aux autorités de le localiser, grâce aux réglementations en vigueur sur les transactions financières importantes.